# Supersonic
För musiksingeln av Oasis, se Supersonic.
Supersonic är heavy metal-bandet Crawleys andra album och släpptes 1994 av Soundfront. Bandet bestod av Lawrence West på gitarr, Per Johansson på trummor, Sampo Axelsson på bas och Joel Andersson på sång.

## Låtlista
| Nr  | Titel             | Längd | Notering |
| --- | ----------------- | ----- | -------- |
| 1.  | Wrecking Crew     | 5:41  |          |
| 2.  | Price Too High    | 5:13  |          |
| 3.  | Inside Of Nothing | 5:17  |          |
| 4.  | Supersonic        | 6:34  |          |
| 5.  | Lost In My Sea    | 6:06  |          |
| 6.  | Mudman            | 5:12  |          |
| 7.  | Cyanide Dreams    | 7:16  |          |
| 8.  | Three Blind Mice  | 4:32  |          |
| 9.  | It                | 5:44  |          |
| 10. | Greed             | 5:59  |          |